# Іван Раміс
Іван Раміс (ісп. Iván Ramis, нар. 25 жовтня 1984, Ла-Пуебла, Іспанія) — іспанський футболіст, захисник команди «Ейбар».
Є вихованцем юнацької та молодіжної системи «Мальорки».
20 липня 2016 року стало відомо про підписання угоди з «Ейбаром».

## Титули і досягнення
- Переможець Середземноморських ігор: 2005